# Eutelsat 10A
O Eutelsat 10A (antigo Eutelsat W2A) é um satélite de comunicação geoestacionário europeu construído pela Alcatel Alenia Space. Ele está localizado na posição orbital de 10 graus de longitude leste e é operado pela empresa Eutelsat (Organização Europeia de Telecomunicações por Satélite) com sede em Paris. O satélite foi baseado na plataforma Spacebus-4000C4 e sua vida útil estimada é de 15 anos.

## História
O Eutelsat W2A assumiu uma posição orbital em 10 graus de longitude leste, e substituiu o Eutelsat W1. Em 1 de março de 2012 a Eutelsat adotou uma nova designação para sua frota de satélites, todos os satélites do grupo assumiram o nome Eutelsat associada à sua posição orbital e uma letra que indica a ordem de chegada nessa posição, então o satélite Eutelsat W2A tornou-se o Eutelsat 10A.

## Lançamento
Ele foi lançado com sucesso ao espaço no dia 3 de abril de 2009, abordo de um foguete russo Proton-M/Briz-M a partir do Cosmódromo de Baikonur, no Cazaquistão. Ele tinha uma massa de lançamento de 5.915 kg.

## Capacidade
O Eutelsat 10A é equipado com 46 transponders em banda Ku, 10 em banda C e uma carga de banda S para fornecer serviços profissionais de vídeo, banda larga, as empresas de telecomunicações e serviços de TV móvel para a Europa, Oriente Médio, África e Oceano Índico.

## Cobertura
O satélite pode ser recepcionado na Europa, África, Oriente Médio e ilhas do Oceano Índico.